# Autobahndreieck Inntal
Das Autobahndreieck Inntal (Abkürzung: AD Inntal; Kurzform: Dreieck Inntal oder auch Inntaldreieck) ist ein Autobahndreieck in der Bauform einer Trompete im Landkreis Rosenheim in Bayern. Es wird die Bundesautobahn 93 (Richtung Kufstein) mit der Bundesautobahn 8 (Richtung München/Salzburg) verbunden. Zugleich endet hier die A 93 (Südteil). Zudem werden am Autobahndreieck drei Europastraßen entflochten. Die Europastraße 52 führt entlang der A 8, während die Europastraße 45 von der A 93 auf die A 8 in Richtung München wechselt. Die ebenfalls auf der A 93 entlangführende Europastraße 60 wechselt am Dreieck Inntal auf die A 8 Richtung Salzburg.

## Lage und Geschichte
Das Autobahndreieck befindet sich an der Grenze zwischen der kreisfreien Stadt Rosenheim und der Gemeinde Raubling im Landkreis Rosenheim. Umliegende Orte sind Westerndorf, Grünthal und Pfraundorf. Eine niederrangige Straße überquert östliche Teile des Autobahndreiecks. Dort wird auch der Gittersbach überbrückt. Der namengebende Fluss Inn wird zwei Kilometer weiter östlich von der A 8 überquert.
Planungen sahen vor, die A 93 vom Autobahndreieck Inntal aus an Rosenheim vorbei als Alternativroute zur A 8 an die Bundesautobahn 99 (Münchner Autobahnring) zu führen. Dann wäre die A 93 zur A 9 umgewidmet und das Dreieck Inntal zum Autobahnkreuz ausgebaut worden. In den 1970er Jahren gab es andere Planungen, den Nordteil der A 93 (Dreieck Hochfranken−Autobahndreieck Holledau) mit dem Südteil zu verbinden, diese wurden verworfen.

## Verkehrsaufkommen
| Von                  | Nach                   | Durchschnittliche tägliche Verkehrsstärke | Durchschnittliche tägliche Verkehrsstärke | Durchschnittliche tägliche Verkehrsstärke | Anteil Schwerlastverkehr | Anteil Schwerlastverkehr | Anteil Schwerlastverkehr |
| Von                  | Nach                   | 2005                                      | 2010                                      | 2015                                      | 2005                     | 2010                     | 2015                     |
| -------------------- | ---------------------- | ----------------------------------------- | ----------------------------------------- | ----------------------------------------- | ------------------------ | ------------------------ | ------------------------ |
| AS Bad Aibling (A 8) | AD Inntal              | 79.400                                    | 81.000                                    | 88.700                                    | 14,1 %                   | 13,1 %                   | 12,9 %                   |
| AD Inntal            | AS Rosenheim (A 8)     | 74.000                                    | 82.200                                    | 87.300                                    | 10,6 %                   | 08,8 %                   | 08,7 %                   |
| AD Inntal            | AS Reischenhart (A 93) | 47.000                                    | 48.700                                    | 51.600                                    | 16,0 %                   | 15,0 %                   | 15,6 %                   |